# Referensränta
En referensränta är en generell benämning för olika typer av räntesatser som används för att räkna ut andra räntor eller värdet på olika finansiella kontrakt.

## Riksbankens referensränta
Riksbankens referensränta är en räntesats som bestäms en gång per halvår av Riksbanken. Räntan kan ändras den 1 januari och den 1 juli.
Referensräntan skall motsvara den ränta som Riksbanken tillämpade vid den huvudsakliga refinansieringstransaktion som genomfördes närmast före det kalenderhalvår under vilket räntan skall gälla, avrundad till närmast högre halva procentenhet enligt 9 § räntelagen (1975:635). Till skillnad från reporäntan har referensräntan inget penningpolitiskt mål.
Många andra räntor i samhället baseras på Riksbankens referensränta. Till exempel står det i räntelagen att dröjsmålsräntan ska vara referensräntan plus åtta procentenheter.
Referensränta fanns inte före den 1 juli 2002. Då var det istället diskontot som agerade samhällets ränteindikator.
Referensräntan blev noll för första gången 1 januari 2015 och negativ från 1 juli 2016.

## Referensräntor inom derivathandel
Inom finans används en referensränta för att beräkna utbetalningen från ett finansiellt kontrakt, exempelvis en ränteswap. Oftast vill man referera till en ränta som ligger nära vad man förväntas få från utlånging som är så riskfri som möjligt.
Under lång tid användes LIBOR-räntor (med namnvariationer för vissa valutor, t.ex EURIBOR för EUR och STIBOR för SEK ) som grund för många finansderivat, vilket var ett medelvärde av inrapporterade utlåningsräntor för korta lån banker emellan. Detta system kollapsade emellertid 2012, när det visade sig att flera deltagare i LIBOR-rapporteringen hade manipulerat systemet för egen vinning.
Det alternativ till referensränta som efter hand vann mark var OIS-räntor, som baseras på faktiska affärer i korta ("over-night") ränteswaps.
Inom eurorzonen kallas OIS-ränta för EONIA, och på grund av nya regleringar med krav på transparens och handlade volymer på marknaden håller även denna på att erättas som huvudsaklig referensränta. Den nya räntan ESTR (skrivs även ESTER eller €STR) har publicerats sedan oktober 2019, och varken EURIBOR eller EOINA får från och med januari 2021 inte längre användas vid värdesättning av exempelvis ränteswappar.